# Sheridan Smith
Sheridan Smith (Epworth, Lincolnshire, 25 de junio de 1981) es una cantante, bailarina y actriz británica de teatro, cine, radio y televisión.

## Primeros años
Sheridan Smith nació el 25 de junio de 1981 en Epworth, como hija de Colin (1936–2016) y Marilyn Smith, quien era parte del dúo de música country "Daltons". Su tátaratátarabuelo, Benjamin Doubleday, tocaba el banjo en Yorkshire y luego tocó en un trío con sus hijas. Smith estudió danza en la Joyce Mason School of Dancing desde temprana edad. Luego asistió al South Axholme Comprehensive School, donde recibió la nota más alta en un GCSE en Artes Interpretativas. Aunque nunca se capacitó en una escuela de teatro, fue miembro de la National Youth Music Theatre desde 1995 hasta 2001, actuando en varios papeles protagónicos en Bugsy Malone, Pendragon, e Into the Woods. Completó su formación académica en John Leggott College en Scunthorpe.

## Carrera
Ha recibido diversos reconocimientos en el ámbito teatral, entre ellos el Premio Laurence Olivier en la categoría mejor actriz en un musical en 2011 por su papel en la obra Legally Blonde - The Musical estrenada en el Savoy Theatre y a la mejor actuación de reparto en 2012 por su papel en Flare Path estrenada en el Theatre Royal; adicionalmente, en 2008 recibió su primera nominación a dicho galardón en la categoría mejor actriz en un musical por su trabajo en Little Shop Of Horrors montada en el Duke of York's Theatre y en el Ambassadors Theatre.
En televisión, ha recibido un Premio BAFTA TV a la mejor actriz de televisión en 2013 por su papel en Mrs Biggs, por el que también tuvo una nominación a los Premios Emmy Internacional a la mejor actriz el mismo año y a los Premios AACTA a la mejor actriz dramática de televisión en 2014. Por otro lado, en 2015 recibió el National Television Awards a la mejor actuación dramática por Cilla.
En 2014 fue nombrada oficial de la Orden del Imperio Británico (OBE) por sus servicios en el ámbito del teatro.

## Vida personal
En octubre de 2019 confirmó que se encontraba esperando su primer hijo con su entonces prometido, Jamie Horn. Su hijo nació en mayo de 2020. La pareja se separó en 2021.

## Filmografía

### Series de televisión
| Año         | Título                                    | Personaje        | Notas                    |
| ----------- | ----------------------------------------- | ---------------- | ------------------------ |
| 2017        | The Moorside                              | Julie Bushby     | 2 episodios - miniserie  |
| 2001 - 2009 | Two Pints of Lager and a Packet of Crisps | Janet / Michelle | 73 episodios - miniserie |

### Cine
| Año  | Título                     | Personaje    | Notas |
| ---- | -------------------------- | ------------ | ----- |
| 2016 | The Huntsman: Winter's War | Mrs. Bromwyn |       |
| 2019 | The Queen's Corgi          | Wanda        |       |

## Premios y nominaciones
| Año  | Premio                                 | Categoría                            | Trabajo                      | Resultado | refs   |
| ---- | -------------------------------------- | ------------------------------------ | ---------------------------- | --------- | ------ |
| 2008 | Premio Laurence Olivier                | Mejor actriz en un musical           | Little Shop of Horrors       | Nominada  | [ 9 ]  |
| 2010 | Premios Evening Standard               | Mejor actriz                         | Legally Blonde - The Musical | Nominada  | [ 15 ] |
| 2011 | Premio Laurence Olivier                | Mejor actriz en un musical           | Legally Blonde - The Musical | Ganadora  | [ 2 ]  |
| 2011 | Premios BroadwayWorld UK               | Mejor actriz en una obra de teatro   | Flare Path                   | Ganadora  | [ 16 ] |
| 2011 | Premios Evening Standard               | Mejor actriz                         | Flare Path                   | Ganadora  | [ 17 ] |
| 2012 | Premio Laurence Olivier                | Mejor actuación de reparto           | Flare Path                   | Ganadora  | [ 3 ]  |
| 2012 | Variety Club Award For Musical Theatre | Premio al teatro musical             | Legally Blonde - The Musical | Ganadora  | [ 18 ] |
| 2013 | Premio Emmy Internacional              | Mejor actriz                         | Mrs Biggs                    | Nominada  | [ 10 ] |
| 2013 | Royal Television Society Awards        | Mejor actriz                         | Mrs Biggs                    | Nominada  | [ 19 ] |
| 2013 | Premio BAFTA TV                        | Mejor actriz de televisión           | Mrs Biggs                    | Ganadora  | [ 1 ]  |
| 2013 | National Television Awards             | Mejor actuación dramática (femenina) | Mrs Biggs                    | Nominada  | [ 20 ] |
| 2014 | Premios AACTA                          | Mejor actriz dramática de televisión | Mrs Biggs                    | Nominada  | [ 11 ] |
| 2015 | National Television Awards             | Mejor actuación dramática            | Cilla                        | Ganadora  | [ 12 ] |
| 2015 | Royal Television Society Awards        | Mejor actriz                         | Cilla                        | Ganadora  | [ 21 ] |